# Легнава
Легнава (словац. Legnava — село в Словакии, в Старолюбовнянском округе Пряшевского края. Расположено в северо-восточной части Словакии в северной части Любовнянской возвышенности в долине реки Попрад, у границы с Польшей.
Впервые упоминается в 1427 году.
В селе есть греко-католическая церковь св. Иоанна Крестителя с 1883 года в стиле неоклассицизма.

## Население
| Год:                | 1994 | 2004     | 2014     | 2024     |
| ------------------- | ---- | -------- | -------- | -------- |
| Количество человек: | 193  | 146      | 117      | 87       |
| Разница:            |      | −24,35 % | −19,86 % | −25,64 % |

Этнический состав населения (по данным последней переписи населения — 2001 г.):
- словаки — 76,92 %
- русины — 18,59 %
- ромы — 3,85 %
- венгры — 0,64 %

Состав населения по принадлежности к религии по состоянию на 2001 год:
- греко-католики — 60,26 %,
- римо-католики — 29,49 %,
- православные — 2,56 %,
- не считают себя верующими или не принадлежат ни к одной вышеупомянутой церкви- 9,69 %

### Известные жители
- Бескид Николай (1883 — 1947) — историк, работал в селе греко-католическим священником в 1922 — 1927 гг., автор венгерско-русского словаря и исторических работ о Карпатской Руси.
- Бескид, Гавриил Евгеньевич — педагог и общественный деятель, плоемянник Н. Бескида.